# Jan Rorije
Lammert Jan Rorije (Heerde, 1 december 1946 – 16 september 2012) was een Nederlands voormalig voetballer die uitkwam voor Go Ahead, Wageningen, PEC Zwolle en Heerenveen. Hij speelde als middenvelder en aanvaller.
Oud-voetballer Toine Rorije is zijn zoon.

## Carrièrestatistieken
| Seizoen         | Club            | Land            | Competitie      | Competitie | Competitie | Beker | Beker | Internationaal | Internationaal | Overig | Overig | Totaal | Totaal |
| Seizoen         | Club            | Land            | Competitie      | Wed.       | Dlp.       | Wed.  | Dlp.  | Wed.           | Dlp.           | Wed.   | Dlp.   | Wed.   | Dlp.   |
| --------------- | --------------- | --------------- | --------------- | ---------- | ---------- | ----- | ----- | -------------- | -------------- | ------ | ------ | ------ | ------ |
| 1967/68         | Go Ahead        | Nederland       | Eredivisie      | 0          | 0          | 0     | 0     | 0              | 0              | 0      | 0      | 0      | 0      |
| 1968/69         | Wageningen      | Nederland       | Eerste divisie  | –          | 7          | 1     | 1     | 0              | 0              | 0      | 0      | –      | 8      |
| 1969/70         | PEC             | Nederland       | Tweede divisie  | –          | 2          | 1     | 0     | 0              | 0              | 0      | 0      | –      | 2      |
| 1970/71         | PEC             | Nederland       | Tweede divisie  | –          | 6          | 0     | 0     | 0              | 0              | 0      | 0      | –      | 6      |
| 1971/72         | PEC Zwolle      | Nederland       | Eerste divisie  | –          | 7          | 1     | 0     | 0              | 0              | 0      | 0      | –      | 7      |
| 1972/73         | PEC Zwolle      | Nederland       | Eerste divisie  | –          | 6          | 2     | 0     | 0              | 0              | 5      | 1      | –      | 7      |
| 1973/74         | PEC Zwolle      | Nederland       | Eerste divisie  | –          | 2          | 2     | 1     | 0              | 0              | 0      | 0      | –      | 3      |
| 1974/75         | PEC Zwolle      | Nederland       | Eerste divisie  | –          | 4          | 2     | 0     | 0              | 0              | 0      | 0      | –      | 4      |
| 1975/76         | Heerenveen      | Nederland       | Eerste divisie  | 33         | 0          | 1     | 0     | 0              | 0              | 0      | 0      | 34     | 0      |
| 1976/77         | Heerenveen      | Nederland       | Eerste divisie  | 35         | 4          | 2     | 1     | 0              | 0              | 0      | 0      | 37     | 5      |
| 1977/78         | Heerenveen      | Nederland       | Eerste divisie  | 21         | 2          | 1     | 1     | 0              | 0              | 0      | 0      | 22     | 3      |
| Carrière totaal | Carrière totaal | Carrière totaal | Carrière totaal | –          | 40         | 13    | 4     | 0              | 0              | 5      | 1      | –      | 45     |